# Susi Susanti
Lucia Francisca Susi Susanti (Tasikmalaya, 11 de fevereiro de 1971) é uma ex-jogadora de badminton da Indonésia.
Conquistou a medalha de ouro nos Jogos Olímpicos de Verão de 1992 e bronze em 1996.